# Паласіосрубіос
Паласіосрубіос (ісп. Palaciosrubios) — муніципалітет в Іспанії, у складі автономної спільноти Кастилія-і-Леон, у провінції Саламанка. Населення — 443 особи (2010).
Муніципалітет розташований на відстані близько 140 км на північний захід від Мадрида, 40 км на схід від Саламанки.

## Демографія
Динаміка населення (INE ):